# Keiko Fujimori
Keiko Sofía Fujimori Higuchi (en japonès: フジモリケイコ [Fujimori Keiko]) (Lima, 25 de maig de 1975) és una titulada en administració d'empreses i política peruana que, com a filla gran del president Alberto Fujimori, va exercir de primera dama del Perú de 1994 a 2000. Va ser congressista pel districte electoral de Lima Metropolitana de 2006 a 2011. Des del 2010 presideix Força Popular, partit polític representant del fujimorisme. Per tres cops ha optat a la presidència del país, en les eleccions de 2011, 2016 i 2021, perdent sempre per un estret marge en la segona volta electoral.

## Biografia
Keiko Fujimori va néixer el 25 de maig de 1975 en el districte de Jesús María de la província de Lima, al Perú. És la gran de quatre germans, fills d'Alberto Fujimori i Susana Higuchi, tots dos descendents d'immigrants japonesos. L'any 1993 va anar als Estats Units a estudiar Administració d'Empresas a la Universitat Estatal de Nova York a Stony Brook (SUNYSB).
L'any 1994 es va fer càrrec de la funció de Primera Dama del Perú, que el seu pare li va assignar després de desposseir-ne la mare, Susana Higuchi, en culminar un encès procés d'enfrontament matrimonial. La despossessió havia estat el 23 d'agost d'aquell any i el nomenament de la filla es formalitzà amb motiu de la Cimera de les Amèriques que se celebrà a Miami al desembre.
Entre el 1995 i el 1997 Keiko va completar els estudis empresarials que havia abandonat i es va graduar a la Universitat de Boston. El 2007 es va diplomar en estudis sobre "Parlament, democràcia i governabilitat" a la Universitat George Washington i el 2008 va completar un Màster en Administració d'Empreses a la Universitat de Colúmbia.
Com a fites polítiques personals, a les eleccions generals del 2006 la llista de la "Alianza para el Futuro", que ella havia registrat el gener d'aquell any, va quedar en segon lloc al districte electoral de Lima i ella va ser proclamada congressista amb prop de 603.000 vots preferents. El 13 de gener de 2008 ella va anunciar la creació del nou partit "Fuerza 2011" per la fusió de la coalició Alianza por el Futuro (formada en 2005 per la unió dels partits Cambio 90, Si Cumple Siempre Unidos) i Nueva Mayoría, creats durant el govern d'Alberto Fujimori, com a base del fujimorisme de cara a les eleccions presidencials del 2011, que seria admès a registre el 9 de març del 2010 i llançat oficialment un mes més tard. El 29 de juliol de 2012, el partit que ella presideix va adoptar la denominació Fuerza Popular.

### Empresonament i judici
El 10 d'octubre de 2018 el jutge Richard Concepción Carhuancho, va ordenar la detenció de Fujimori per suposades aportacions il·lícites a la campanya del 2011 provinents de l'empresa Odebrecht. La situació de Keiko Fujimori, implicada seriosament en l'Operació Lava Jato per suposadament haver rebut diners il·lícits per a les seves campanyes electorals del 2011 i 2016, va portar a la seva partit Fuerza Popular a una crisi interna. El 18 d'octubre va ser alliberada després que la seva apel·lació fos admesa per l'Audiència nacional però`el 31 d'octubre va ser detinguda per alt risc de fuga, sent excarcerada en novembre de 2019 per un recurs d'habeas corpus, i es va poder presentar a les eleccions generals del Perú de 2021.
La fiscalia demana 30 anys i 10 mesos de presó per a Fujimori, que si és trobada culpable i el judici conclou abans del 2026, no es podrà postular les eleccions generals del Perú de 2026.

## Resultats eleccions presidencials
Aquests són els resultats dels tres intents fallits de Keiko Fujimori d'accedir a la presidència del Perú en les eleccions del 2011, el 2016 i el 2021, sempre arribant a la segona volta i perdent per poc en front de l'altre candidat:
| Any, data eleccions | Candidat proclamat president | vots aconseguits | percentatge | llista Keiko Fujimori | vots aconseguits | percentatge |
| ------------------- | ---------------------------- | ---------------- | ----------- | --------------------- | ---------------- | ----------- |
| 2011, 5 de juny     | Ollanta Moisés Humala Tasso  | 7.937.704        | 51,449 %    | Fuerza 2011           | 7,490,647        | 48,551 %    |
| 2016, 5 de juny     | Pedro Pablo Kuczynski Godard | 8.596.937        | 50,12 %     | Fuerza Popular        | 8.555.880        | 49,88 %     |
| 2021, 6 de juny     | Pedro Castillo Terrones      | 8.836.380        | 50,126 %    | Fuerza Popular        | 8.792.117        | 49,874 %    |